# 桃園市立大有國民中學
桃園市立大有國民中學（英文：Da You Junior High School），簡稱大有國中，位於台灣桃園市桃園區，2003年正式招收學生。

## 歷史沿革
- 2002年：8月1日於青溪國中辦公室成立桃園縣立大有國民中學籌備處。
- 2003年：成立桃園縣立大有國民中學，正式招收國一新生9班。
- 2014年：12月25日，因應桃園縣升格改制為直轄市，更名為桃園市立大有國民中學。

## 歷任校長
| 任期 | 姓名       | 任職日期  | 離職日期  | 備註                                                                  |
| ---- | ---------- | --------- | --------- | --------------------------------------------------------------------- |
| 1    | 洪正雄先生 | 2002年8月 | 2010年7月 | 原桃園縣立南崁高級中學校長轉任，屆齡退休。                            |
| 2    | 孫志禮先生 | 2010年8月 | 2013年7月 | 原桃園縣立大園國民中學校長轉任，任內退休。                            |
| 3    | 陳家祥先生 | 2013年8月 | 2020年7月 | 原桃園縣立壽山高級中學教務主任升任，調任桃園市立南崁高級中等學校。    |
| 代理 | 陳新文先生 | 2020年8月 | 2021年7月 | 桃園市政府教育局候用國中校長代理，2023年8月升任桃園市立經國國民中學。 |
| 4    | 林挺世先生 | 2021年8月 | 現任      | 原桃園市立青埔國民中學校長轉任。                                      |

## 學區
大有里、忠義里、福元里、大業里、三元里、大興里（第1－4、8、18－19、20、21、25－28鄰）、寶山里（第10－18、20－24鄰）。

## 校園建築
- 第一教學大樓
- 第二教學大樓
- 行政大樓
- 學生活動中心

## 學校週邊
- 大有國小
- 大業國小
- 桃園市忠烈祠
- 虎頭山環保公園
- 桃園高中
- 新光三越大有店
- 桃園榮民醫院
- 退輔會職訓中心

## 知名校友
- 牛煦庭：現任第11屆立法委員，曾任桃園市議會議員。

## 外部連結
- 桃園市立大有國民中學 （页面存档备份，存于）